# Isidora Žebeljan
Isidora Žebeljan (geboren 27. September 1967 in Belgrad, Jugoslawien; gestorben 29. September 2020) war eine serbische Komponistin klassischer Musik.  

## Leben
Isidora Žebeljan studierte Komposition bei Vlastimir Trajković an der Musikakademie Belgrad. Seit dem Jahr 2002 unterrichtete sie dort. 
Žebeljan schrieb über dreißig Bühnenmusiken für Theaterinszenierungen in Serbien, Kroatien und Montenegro. Sie komponierte eine Filmmusik für Miloš Radivojević und orchestrierte für ihren Kollegen Goran Bregović dessen Musiken für die Filme Die Zeit der Zigeuner, Arizona Dream und Underground des Regisseurs Emir Kusturica, Der Schlangenkuss von Philippe Rousselot und Die Bartholomäusnacht von Patrice Chéreau.
Ihre Oper Zora D. wurde 2003 von  David Pountney und Nicola Raab in Amsterdam und in der Wiener Kammeroper uraufgeführt. Sie hat danach drei weitere Musiktheaterstücke komponiert, so das Auftragswerk Eine Marathon-Familie für die Bregenzer Festspiele. Michiel Dijkema inszenierte 2015 am Musiktheater im Revier in Gelsenkirchen die Oper Nahod Simon, ein Teil daraus wurde bereits 2009 vom MIR in der Eichbaumoper in Mülheim an der Ruhr realisiert.
2006 wurde sie in die Serbische Akademie der Wissenschaften und Künste gewählt und war dort seit 2012 Vollmitglied. 2012 wurde sie in die World Academy of Arts and Sciences (WAAS) gewählt. Žebeljan erhielt verschiedene Auszeichnungen, im Jahr 2014 wurde sie mit einem Preis der Parlamentarischen Versammlung der Mittelmeerregion geehrt.
Isidora Žebeljan war Unterzeichnerin der 2017 veröffentlichten Deklaration zur gemeinsamen Sprache der Kroaten, Serben, Bosniaken und Montenegriner.

## Kompositionen (Auswahl)
Opern
Zora D; Eine Marathon-Familie; Simon das Findelkind; Two Heads and a Girl
Orchestermusik
The Horses of Saint Mark; Hum away, hum away strings; Escenas picaras; Deserted Village
Instrumentalkonzerte, Kammermusik, Liedkompositionen, Klaviermusik